# Ingeborg de Dinamarca, reina de Francia
Ingeborg de Dinamarca, a veces también llamada en español Isambur o Ingeburga de Dinamarca (c. 1174 – Corbeil, 1236), fue princesa de Dinamarca y reina consorte de Francia (1193–1223). Era hija de Valdemar I de Dinamarca y de Sofía de Minsk y hermana de los reyes Canuto VI de Dinamarca y de Valdemar II de Dinamarca.
Felipe Augusto, pretendiendo una alianza danesa contra Inglaterra y viudo de Isabel de Hainaut se casó con Ingeborg el 14 de agosto de 1193. Los testimonios de la época dan cuenta de su belleza. Pese a ello,el rey manifestó tal aversión por su joven esposa que la repudió en la misma noche de bodas.
Felipe Augusto apeló al papa Celestino III para la anulación de su matrimonio alegando que no se había consumado el mismo, pero Ingeborg aseguró que sí se había producido y la Santa Sede se negó a conceder la anulación. Una asamblea de obispos y barones celebrada en Compiègne a últimos de año, anuló este matrimonio aduciendo afinidad sanguínea entre los cónyuges, anulación que no fue aceptada por el Papa, que ansiaba intervenir en los asuntos del reino.[cita requerida]
Felipe Augusto encerró a su esposa Ingeborg en el convento de Saint-Maur-des-Fossés y, más tarde, en la fortaleza de Étampes. Tres años más tarde, preocupado por una sucesión insegura, puesto que solo tenía un hijo habido de su primer matrimonio con Isabel de Hainaut, Felipe Augusto se casó, en 1196, con Inés de Méran, provocando, con ello, una grave crisis en las relaciones del rey con el papado. Inocencio III, elegido en 1198, declaró inválido este matrimonio y obligó a Felipe Augusto a repudiar a Inés de Méran y reponer en su puesto de reina a Ingeborg. Ante la renuencia de Felipe Augusto a cumplir con la orden del Papa, Inocencio III decretó el entredicho (o interdicto) para Francia, lo que significaba que se suspendía toda vida sacramental e impedía los entierros religiosos. Felipe Augusto prefirió ceder. Se separó de Inés e hizo regresar a la corte a Ingeborg, que ocupó su lugar como reina de Francia, aunque nunca se reanudó la vida conyugal entre ellos. El 7 de septiembre de 1200, el Papa levantó el interdicto.
Retirada en Orleans, lo que le valió el título de reina de Orleans entre sus contemporáneos, que no sabían qué título darle, Ingeborg -que continuaba considerándose reina- solicitó en su testamento que fuera enterrada en la Basílica de Saint-Denis, cosa a la que se negó Luis IX, tanto por respetar la voluntad de su abuelo como por el hecho de que la reina nunca llegó a ser consagrada como tal y, por tanto, respecto de la iglesia, Ingeborg nunca llegó a ser reina. 
Murió el 29 de junio de 1236 en Corbeil-Essonnes, y fue enterrada en Saint-Jean-en-l’Isle, cerca de Corbeil-Essonnes.